# Vanilinska sintaza
Vanilinska sintaza (EC 4.1.2.41, 3-hidroksi-3-(4-hidroksi-3-metoksifenil)propionil-KoA:vanilin lijaza (formira acetil-KoA)) je enzim sa sistematskim imenom 3-hidroksi-3-(4-hidroksi-3-metoksifenil)propanoil-KoA vanilin-lijaza (formira acetil-KoA). Ovaj enzim katalizuje sledeću hemijsku reakciju
3-hidroksi-3-(4-hidroksi-3-metoksifenil)propanoil-KoA {\displaystyle \rightleftharpoons } vanilin + acetil-KoA
Ovaj enzim učestvuje zajedno sa EC 4.2.1.101, trans-feruloil-KoA hidratazom, u produkciji vanilina iz trans-ferulinske kiselina.

## Literatura
- Nicholas C. Price; Lewis Stevens (1999). Fundamentals of Enzymology: The Cell and Molecular Biology of Catalytic Proteins (Third изд.). USA: Oxford University Press. ISBN 019850229X.
- Eric J. Toone (2006). Advances in Enzymology and Related Areas of Molecular Biology, Protein Evolution (Volume 75 изд.). Wiley-Interscience. ISBN 0471205036.
- Branden C; Tooze J. Introduction to Protein Structure. New York, NY: Garland Publishing. ISBN 0-8153-2305-0.
- Irwin H. Segel. Enzyme Kinetics: Behavior and Analysis of Rapid Equilibrium and Steady-State Enzyme Systems (Book 44 изд.). Wiley Classics Library. ISBN 0471303097.

## Spoljašnje veze
- Vanillin+synthase на 